# Muuga-öböl

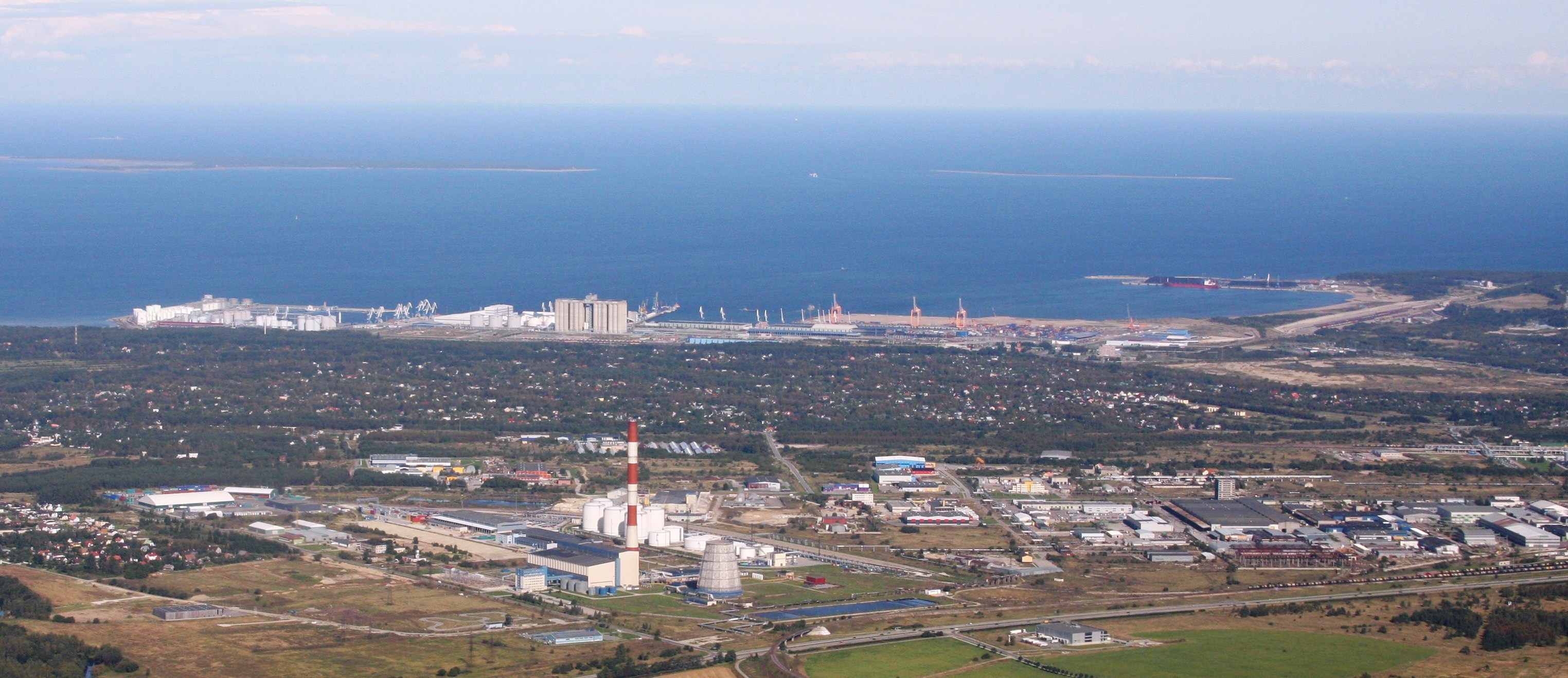
A Muuga-öböl a teherkikötővel

A Muuga-öböl (észtül: Muuga laht), más néven Randvere-öböl (Randvere laht) a Finn-öbölhöz tartozó tengeröböl a Balti-tengeren, Észtország északi partvidékén. Nyugatról a Viimsi-félszigettel, keletről az Ülgase-öböllel határos. A Viimsi-félsziget választja el a Tallinni-öböltől. A partján fekszik Maardu város, valamint Randvere, Muuga és Uusküla falvak.
Átlagos mélysége 20 m, legnagyobb mélysége 30 m körüli. Az öbölbe ömlik a Kroodi-patak.
Az öbölben található a Muugai teherkikötő. A Maardu melletti foszforfeldolgozó vegyiüzem komoly környezetszennyezést okozott korábban az öbölben. A vegyiüzem bezárása óta javult az öböl vízminősége.